# 卓振賢
卓振賢博士，PDSM，PMSM，機場保安有限公司助理行政總裁，前香港警務處助理處長，在任警司期間因為大力打擊色情事業，獲得「鐵腕警司」綽號。

## 簡歷
卓振賢於陳瑞祺（喇沙）書院畢業後，於1977年9月投考加入香港警務處成為警員。
1980年9月，卓振賢獲晉升為督察，於1983年11月平升為高級督察，於1989年6月獲晉升為總督察。於1990年代初期，卓振賢曾經擔任警務處處長私人助理。
1994年6月，卓振賢獲晉升為警司，於1996年至1999年被借調至保安局擔任保安局助理局長。1998年8月，卓振賢獲晉升為高級警司。於1999年至2003年，卓振賢在保安局改為擔任指揮崗位。2002年10月，卓振賢獲晉升為總警司。
卓振賢返回香港警務處後，於2003年至2005年擔任旺角警區指揮官。他甫上任就銳意全力打擊旺角的色情事業以打擊黑社會的收入來源，於12月4日及17日，聯同入境事務處搜查旺角的色情場所，發現有窩藏涉嫌賣淫女子的暗格，拘捕了近300名涉嫌賣淫女子。於同年12月19日清晨至20日凌晨48小時內，又執行代號為「火鑽」的行動，在砵蘭街及新填地街一帶大規模地掃黃，搜查了83個色情架步，拘捕了79名涉嫌賣淫中國大陸女子；此為其上任後第三次大規模掃黃。此外，又以嶄新手法將活躍於該警區內的扒手、販賣色情光碟及經營淫褺場所的多個集團瓦解。期間，拘捕了一名曾經從高處向人流眾多的購物街擲磚的疑犯，獲得油尖旺區議會及撲滅罪行委員會嘉獎。
2005年至2006年，卓振賢擔任新界南總區副指揮官。
2007年6月，卓振賢獲委任為警務處助理處長。於2008年至2010年擔任香港警察學院院長。
2010年，卓振賢擔任香港島總區指揮官。2012年12月月中，卓振賢退休。

## 榮譽
- 香港警察長期服務獎章
- 香港警察榮譽獎章
- 香港警察卓越獎章（於2012年授勳）